# Hollando-Américains
Les Hollando-Américains ou Dutch Americans ne doivent pas être confondus avec les Pennsylvania Dutch qui sont des descendants d'Allemands.

La Nouvelle-Néerlande et la Nouvelle-Suède vers 1650. En rouge les frontières actuelles des états américains, entre parenthèses noms actuels des grandes villes.

Les Hollando-Américains sont les Américains ayant partiellement ou en totalité des ancêtres néerlandais ou flamands.
« Hollando-Américain » est une simplification abusive utilisée par commodité en français. En effet à strictement parler les Hollandais sont seulement les habitants des deux provinces de Hollande, une partie des Pays-Bas, à l'époque de la colonisation les Provinces-Unies. D'autre part une partie importante des premiers colons étaient des protestants réfugiés aux Provinces-Unies mais d'origine Wallonne ou huguenote.
Les Hollando-Américains comprennent  aussi des descendants de Flamands (qui ne sont pas des Néerlandais sauf ceux de Flandre zélandaise) qui parlent la même langue mais sont généralement catholiques.
Les« Pennsylvania Dutch » ou Allemands de Pennsylvanie ne font pas partie des Hollando-Américains (Dutch Americans) ; en effet, dans ce cas, l'anglais « dutch » est dérivé de « deitsch » (en allemand de Pennsylvanie) ou de « deutsch » (en allemand standard) et signifie allemand en français,,,.

## Fondations

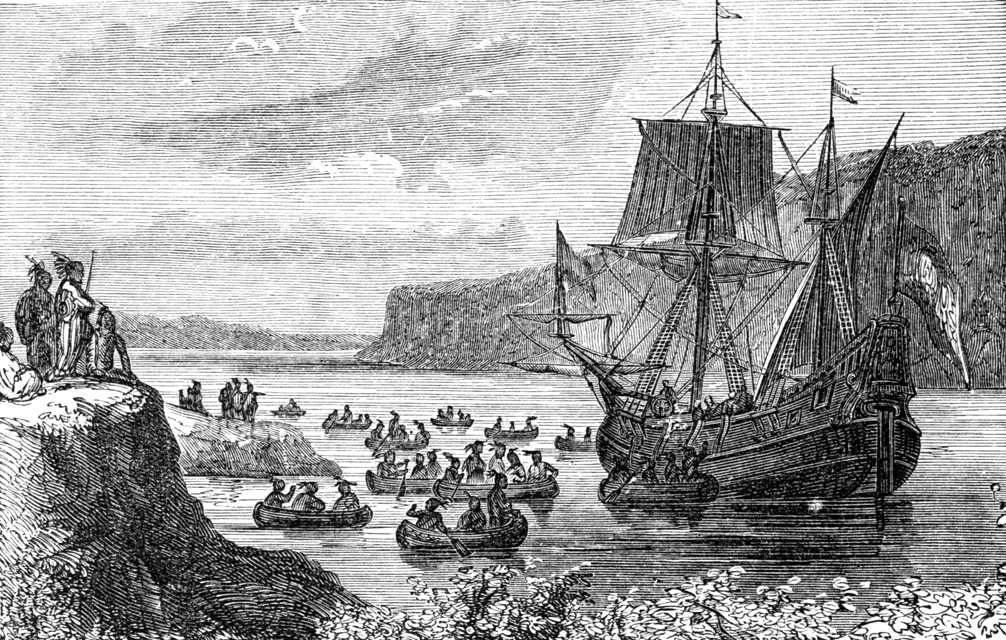
Le Halve Maen (la Demi-lune) dans l'Hudson, 1609.

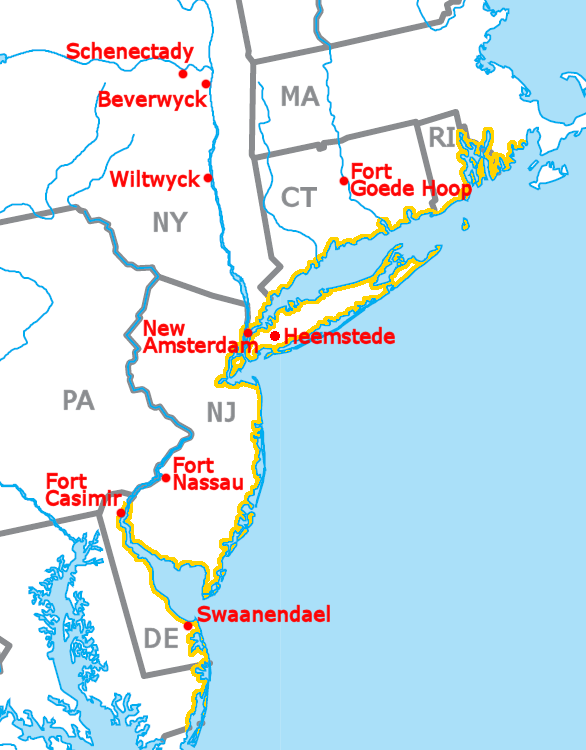
Principaux établissements néerlandais en 1638 du Connecticut (Fort Goede Hoop : Fort Bon Espoir), à la Baie de la Delaware (Swaanendael : la vallée des cygnes).

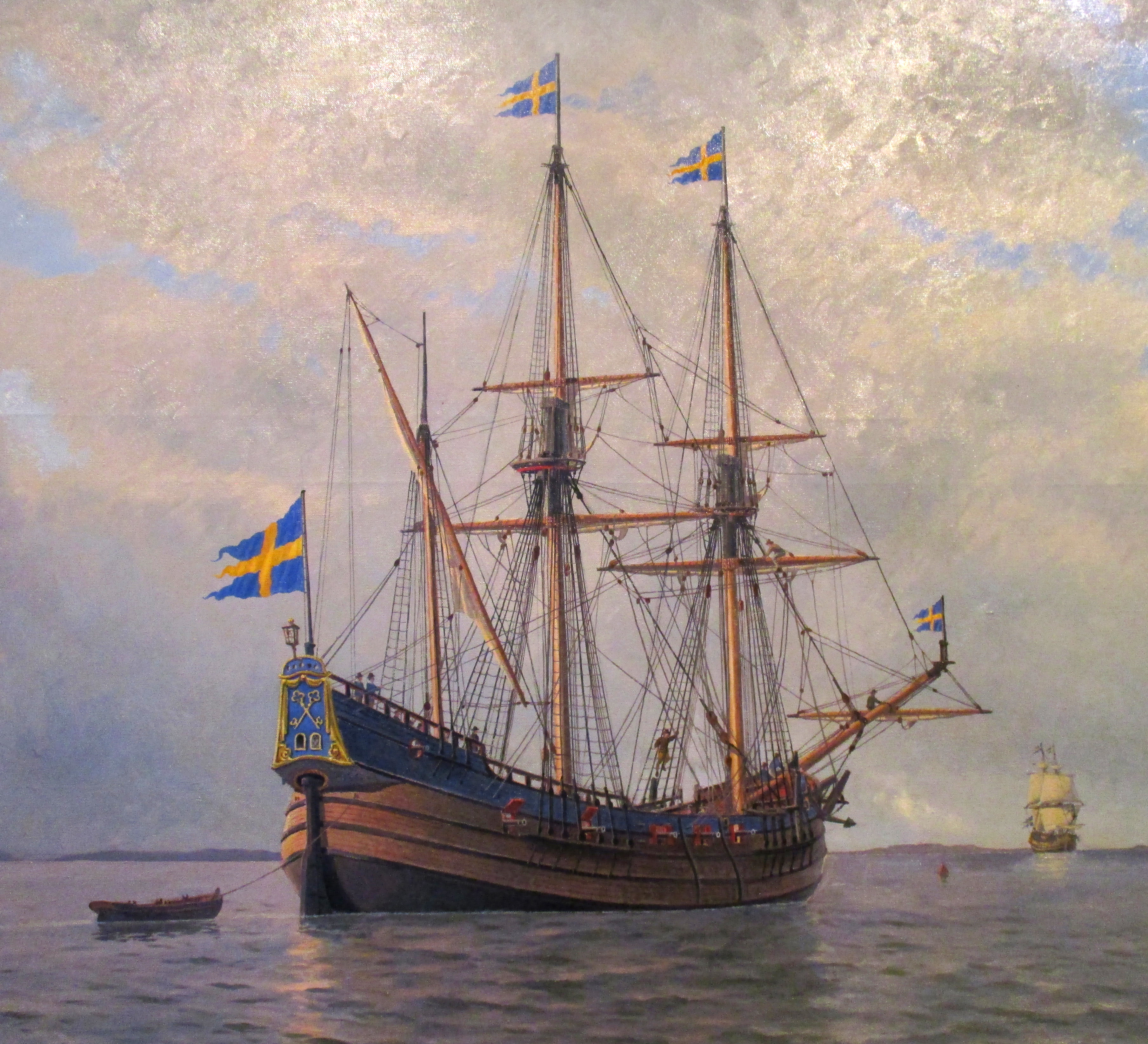
Le Kalmar Nyckel, l'un des deux bateaux de l'expédition suédoise dirigée par Pierre Minuit. Il est le seul bateau de l'époque à avoir réussi quatre voyages de colonisation entre l'Europe et l'Amérique du Nord.

Les Néerlandais étaient parmi les premiers européens à s'être installés dans le Nouveau Monde. En 1609 la Compagnie néerlandaise des Indes orientales recherchant un passage vers le Pacifique fit reconnaître la vallée du fleuve qui sera renommé Hudson ainsi que les îles de Staten Island (Staaten Eylandt, l'île des Etats [généraux des Provinces-Unies]) et de Manhattan puis la baie de la Delaware par un de ses navires, le Halve Maen commandé par le capitaine Henry Hudson. Les Provinces-Unies revendiquèrent ensuite la possession de la région. D'autres voyages d'exploration furent effectués par Adriaen Block. Les premières compagnies de pelleterie s'installèrent en 1610 et Fort Nassau (actuelle Albany) fut érigé en 1614. Le premier établissement permanent de colons néerlandais fut fondé en 1624 à Manhattan et renommé Nieuw Amsterdam (la Nouvelle-Amsterdam), sur la côte Est des États-Unis, laquelle  deviendra plus tard la métropole de New York. La Compagnie néerlandaise des Indes occidentales (VOOC) attribua aux acheteurs des terres, les patroons, des droits de type féodal sur les concessionnaires des terrains, comme c'était pratiqué en Nouvelle-France.
Environ la moitié des premiers colons « néerlandais » étaient des protestants (calvinistes) huguenots, rhénans ou wallons attirés ou réfugiés aux Provinces-unies dont le gouverneur Pierre Minuit qui acheta Manhattan et le capitaine Jessé de Forest organisateur de la première expédition de colonisation de Manhattan. Ces colons s'installèrent ensuite dans les vallées de l'Hudson et de la Mohawk, son affluent, jusqu'au-delà de Fort Orange, aujourd'hui banlieue d'Albany. Renforcée par des Puritains de Nouvelle Angleterre notamment du Connecticut, la colonie était de fait multiculturelle et tolérante mais le gouverneur Pieter Stuyvesant établit des lois discriminant les non-calvinistes. Suivant le point de vue, la colonie était appelée Nouvelle-Néerlande ou Nouvelle-Belgique.
Les Pères pèlerins du Mayflower puritains arrivés en 1620, fondateurs de la Colonie de Plymouth voisine, étaient également des protestants arrivés des Provinces-Unies mais non calvinistes et d'origine britannique avec quelques Wallons. L'une des motivations de leur émigration avait été justement d'éviter que leur descendance ne soit absorbée culturellement par les Néerlandais mercantilistes, calvinistes et néerlandophones s'ils étaient restés aux Provinces-Unies.
La Nouvelle-Suède fut créée en 1638 lors d'une expédition suédoise préparée par Samuel Blommaert (nl), un négociant flamand, et conduite par Pierre Minuit (qui évincé de son poste était alors retourné en Europe) dans la baie de la Delaware alors que les Néerlandais momentanément affaiblis s'en retiraient. Pierre Minuit en devint également le premier gouverneur. La colonie avait reçu quelques colons néerlandais avec les Suédois, Finlandais et Allemands de l'Empire suédois. La Nouvelle-Suède fut conquise lors d'une expédition menée par le gouverneur Pieter Stuyvesant en 1655 puis recolonisée par les Provinces-Unies ; les Néerlandais firent cependant preuve de tolérance avec les Suédois et les Finlandais luthériens. Fort Kristina, sa principale place forte, devint Fort Altena, aujourd'hui Wilmington.
La Pennsylvanie fondée en 1682 par le Quaker William Penn devait être un refuge pour les monothéistes persécutés en particulier les anabaptistes indésirables en Europe. Ils comptaient aussi des Néerlandais dont William Penn lui-même par sa mère. Les Mennonites néerlandais font partie de ces anabaptistes, ultérieurement ils influenceront grandement le mouvement évangélique. La Pennsylvanie reçut cependant bien plus de germanophones qui par un curieux jeu de proximités linguistiques (et d'ignorance?) furent aussi appelés Dutch (Pennsylvania Dutch) car ils se nommaient eux-mêmes Deitsch, c'est-à-dire allemand .

## Fin de la Nouvelle Néerlande

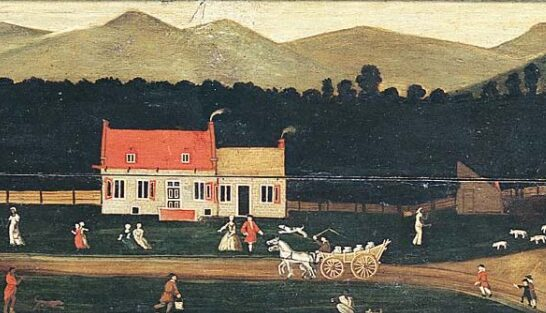
La ferme Van Bergen, probablement un domaine avec des esclaves, typiquement hollandaise, près d'Albany en 1733.

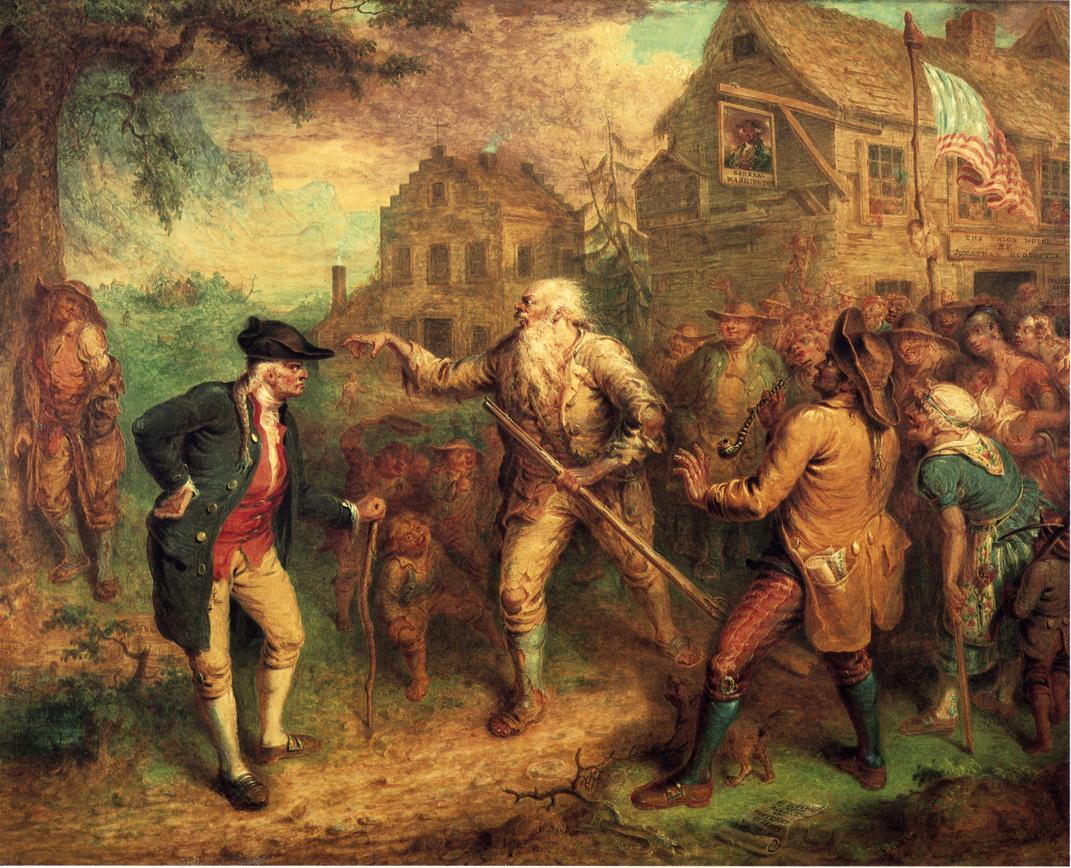
Rip van Winkle, après un sommeil de vingt ans dans son village hollandais de la Province de New York, se réveille dans une Amérique post-révolutionnaire où tout a changé.

En 1664 la Nouvelle Néerlande fut conquise par les Britanniques. Peu aidé ni par les colons ni par la VOOC, Pieter Stuyvesant devenu impopulaire capitula. New Amsterdam fut renommée New York, les colons conservèrent leurs terres, leurs coutumes et leur religion. Les patroons prirent le titre anglais de lord of the manor et s'efforcèrent de conserver leurs privilèges (voir par exemple Rensselaerswijck). Une partie de la colonie fut cependant détachée et attribuée à Lord John Berkeley (1er baron Berkeley de Stratton) et Lord George de Carteret, l'un des huit lords propriétaires de Caroline et natif de Jersey ; elle constituera le New Jersey. Les lords tentèrent d'imposer le système quasi-féodal en vigueur en Caroline, les colons devenant concessionnaires des terres et assujettis au paiement d'une quittance (quit-rent (en)) et à d'autres obligations. Pour y parvenir et attirer de nouveaux colons les lords instaurèrent en contrepartie la liberté religieuse (Concession and Agreement (en)).
En 1674, la Nouvelle-Néerlande fut définitivement échangée avec l'Angleterre contre le Suriname, qui convenait mieux aux Provinces-Unies, désireuses de continuer une économie de plantation après la perte de la Nouvelle-Hollande brésilienne au profit du Portugal en 1661. L'immigration néerlandaise cessa momentanément mais les Néerlandais s'efforcèrent de garder leurs coutumes et leur foi calviniste.

En 1790 la population d'origine néerlandaise des États-Unis fut estimée à 3,1% de la population totale.

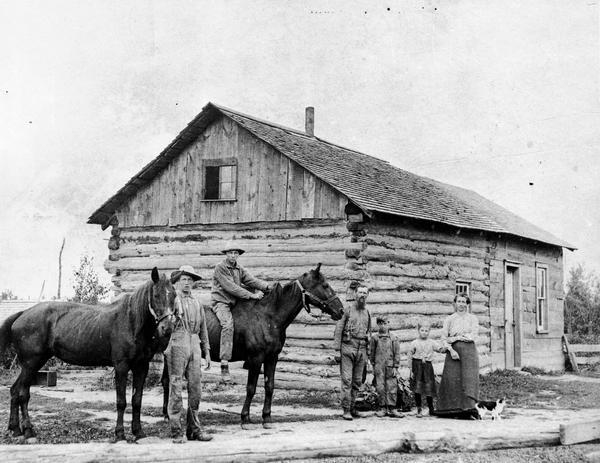
Établissement rural hollandais à Little Chute, Wisconsin, vers 1850.

## Nouvelles émigrations

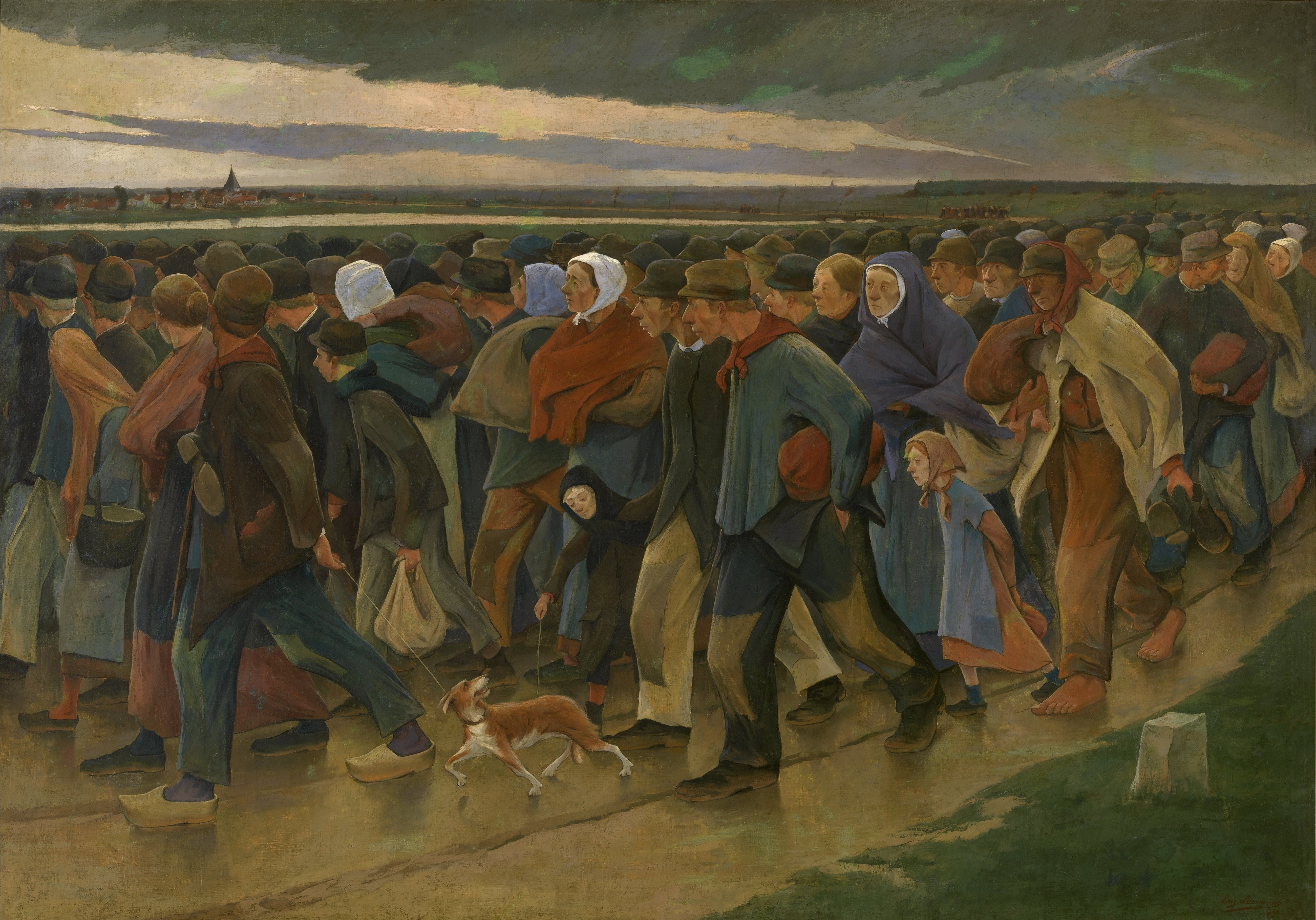
Landverhuizers (Les émigrants) par le peintre flamand Eugène Laermans, 1896.

L'émigration néerlandophone reprit au XIXe siècle : émigration de paysans pauvres ou désireux d'obtenir de grandes surfaces (principalement jusque vers 1950). Aux Pays-Bas la séparation de 1834, un schisme survenu au sein de l'Église réformée néerlandaise en 1834, qui conduisit à la création des Églises reréformées favorables au Réveil, fut la cause, avec la situation critique de l'agriculture, de nouvelles émigrations de groupes décidés à fuir les discriminations religieuses, la pauvreté et dans certains cas la famine. Elles concernèrent 240 paroisses et furent menées après 1845 par des pasteurs comme Albertus van Raalte et Hendrik P. Scholte vers la région des Grands Lacs où se trouvent de bonnes terres. Van Raalte est personnellement à l'origine de la création de la colonie de Holland (Michigan) et Scholte de celle de Pella (Iowa).
Après 1945 eut lieu une importante émigration de néerlandophones (partiels) en provenance des Indes néerlandaises, devenues la République d'Indonésie.

## Démographie

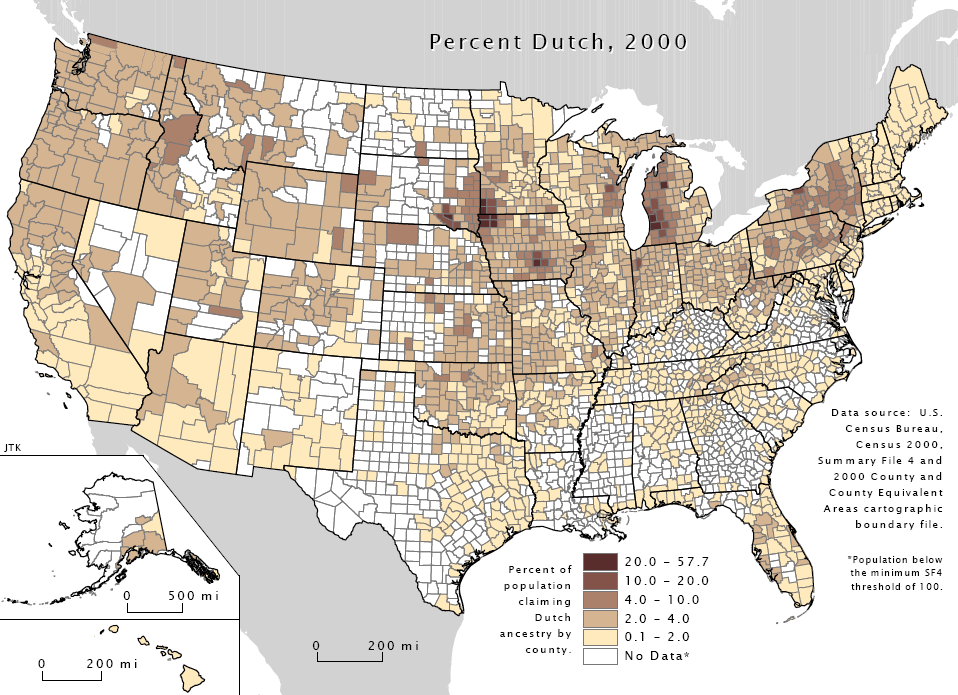
Répartition des Hollando-Américains, Census Bureau 2000.

Selon l'American Community Survey (en) de 2021, 3,1 millions d'Américains se réclament d'une ascendance néerlandaise totale ou partielle. Aujourd'hui, la majorité des Américains avec au moins un ancêtre néerlandais vivent dans les États de Californie, de New York, du Michigan, et de Pennsylvanie.

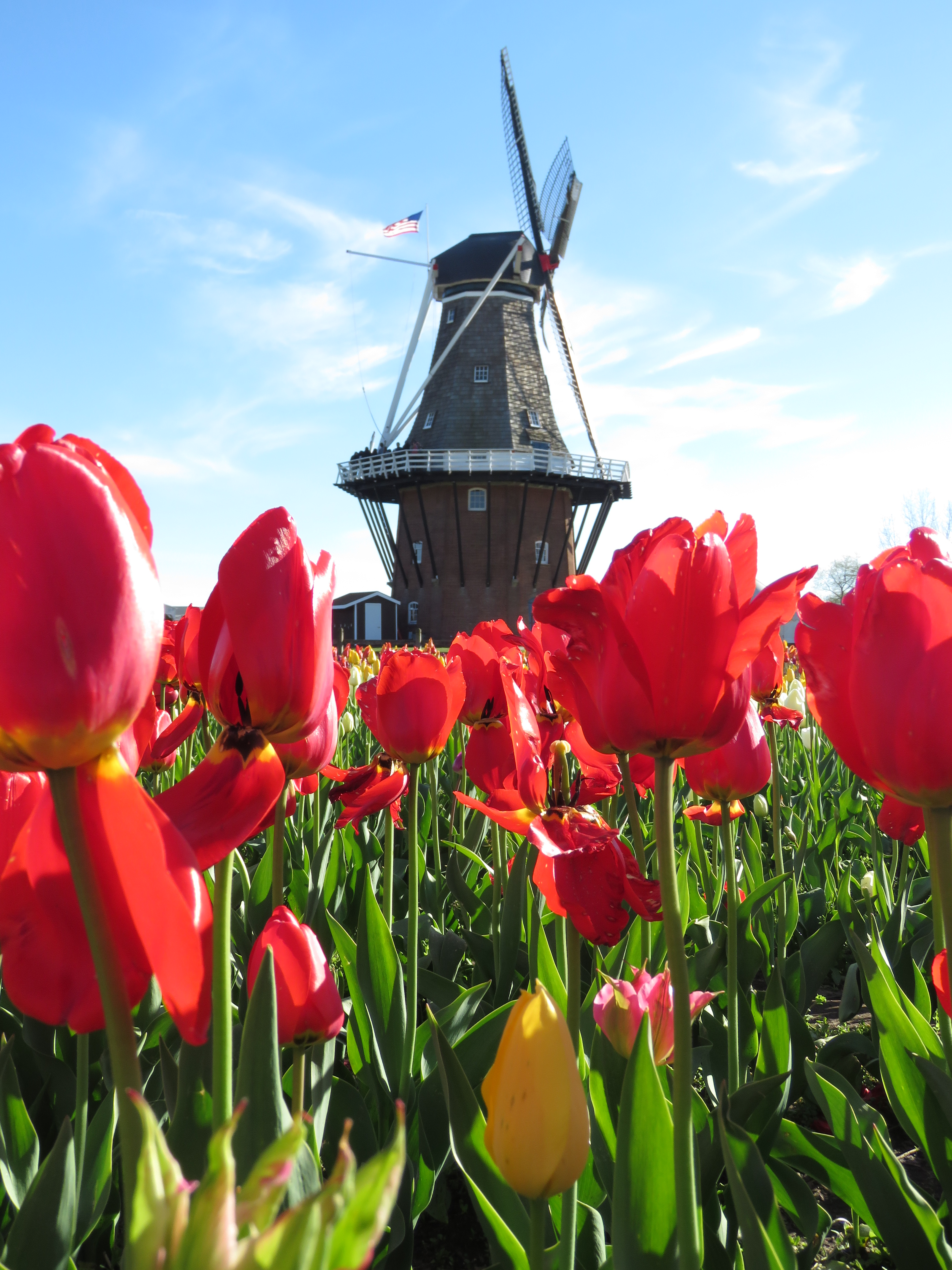
De Zwaan (le cygne), moulin à vent hollandais à Holland, Michigan au moment des tulipes.

## Influence culturelle
L'influence néerlandaise se manifeste à travers :
- Des noms de lieux principalement dans l'Etat de New York : Brooklyn (Breukelen), Harlem (Haarlem) ;
- un nom d'état : Rhode Island, de Roode Eylandt, l'Île rouge, étymologie toutefois contestée ;
- des noms courants ou en rapport avec la marine : Yankee (de Jan-Kees, Jean-Cornelius en français, prénoms néerlandais les plus communs, peut servir à désigner, entr'autres, la partie de la population américaine issue des premiers colons protestants et germaniques (Néerlandais, Rhénans, Anglo-Saxons, voir aussi White Anglo-Saxon Protestant) ; dollar (de Daalder, ancienne monnaie des Pays-Bas, thaler en allemand) ; boss (de baas : patron) ; cookies (de koekje : petit gâteau)[23] ; yacht, de jachtschip, lit. : navire de chasse, ancien navire militaire rapide des Provinces-Unies ;Eleanor et Franklin Delano Roosevelt, le plus connu des quatre présidents d'origine néerlandaise des Etats-Unis. Eleanor Roosevelt était la nièce du président Theodore Roosevelt. Les Roosevelt  s'attachèrent à mettre en valeur leurs ascendances liées aux Pères fondateurs protestants : néerlandais (Claes Maartenszen van Rosenvelt), britanniques (John Aspinwall, John Howland) et wallons/français (Jessé de Forest et Philippe Delano).

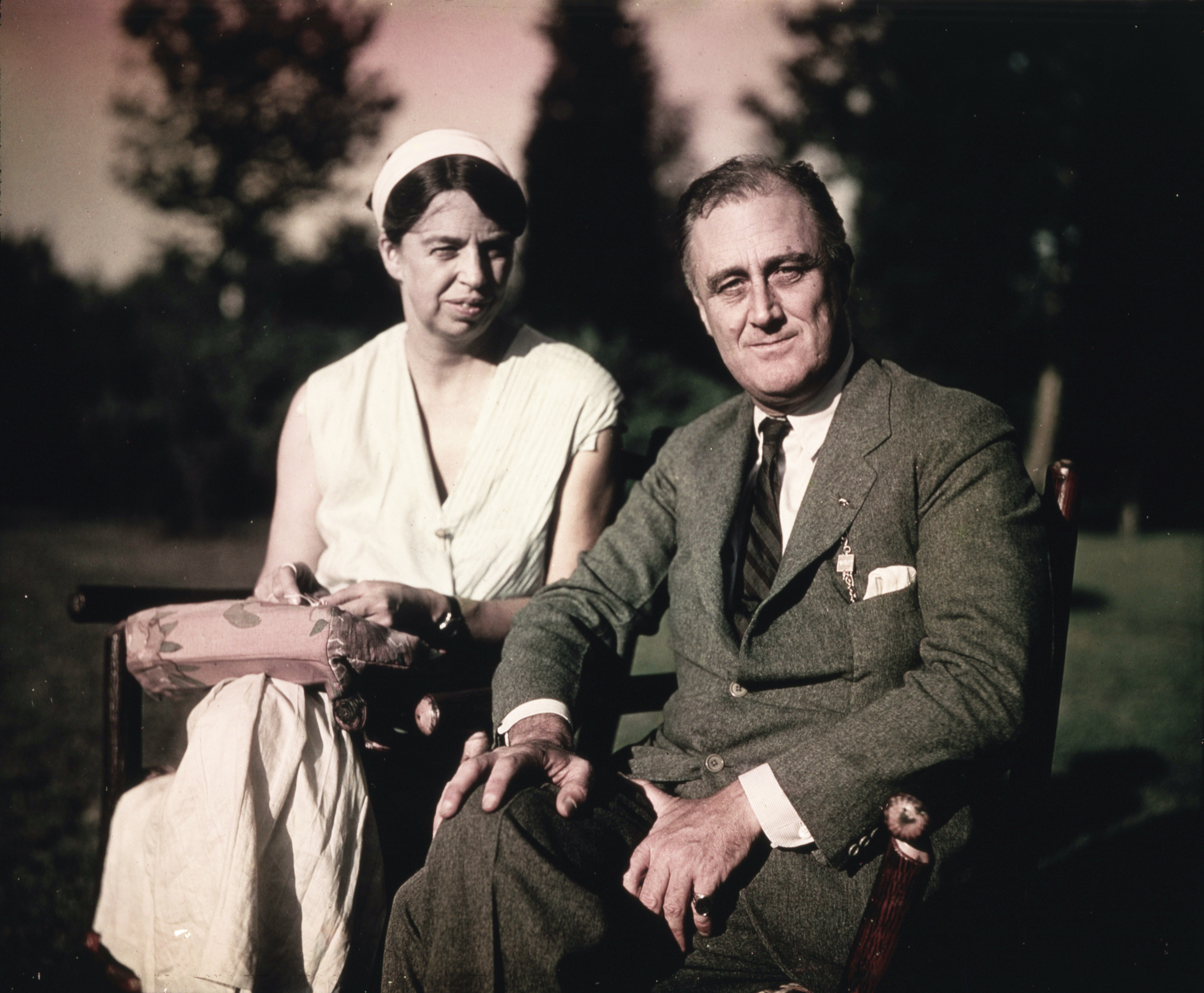
Eleanor et Franklin Delano Roosevelt, le plus connu des quatre présidents d'origine néerlandaise des Etats-Unis. Eleanor Roosevelt était la nièce du président Theodore Roosevelt. Les Roosevelt s'attachèrent à mettre en valeur leurs ascendances liées aux Pères fondateurs protestants : néerlandais (Claes Maartenszen van Rosenvelt), britanniques (John Aspinwall, John Howland) et wallons/français (Jessé de Forest et Philippe Delano).

- Les églises réformées (Église réformée en Amérique et Église chrétienne réformée en Amérique du Nord) d'origine néerlandaise calviniste ainsi que leurs établissements d'enseignement privés souvent prestigieux comme le Hope College et le Calvin College ; l'Université Rutgers du New Jersey autrefois liée à l'Église réformée en Amérique ; l'Université Vanderbilt fondée grâce aux dons du magnat des transports Cornelius Vanderbilt, un descendant des pionniers néerlandais, et autrefois fortement liée à l'Église épiscopalienne méthodiste ; l'influence du calvinisme sur le développement du capitalisme est discutée au moins depuis Max Weber[24] ;
- l'influence du calvinisme et du mennonisme apparu aux Provinces-Unies sur le mouvement évangélique, 29% des Américains se disent de confession évangélique et ce chiffre est en progression[25] ;  en 1726, le pasteur Theodorus Frelinghuysen (en) de l'Église réformée néerlandaise fut à travers ses nombreuses prédications un des précurseurs du Grand Réveil[26] ; il y aurait aujourd'hui de nouvelles convergences entre calvinisme et évangélisme[27] ;
- la tradition du Père Noël, avatar du Sinterklaas (Saint Nicolas) hollandais ou flamand transformé en Santaclaus ou Santa aux Etats-Unis ;
- quelques plats ou desserts : le coleslaw (salade de chou rapé), les cookies, les olykoek, beignets devenus les doughnuts ainsi que l'utilisation d'un faitout particulier dit dutch oven ;

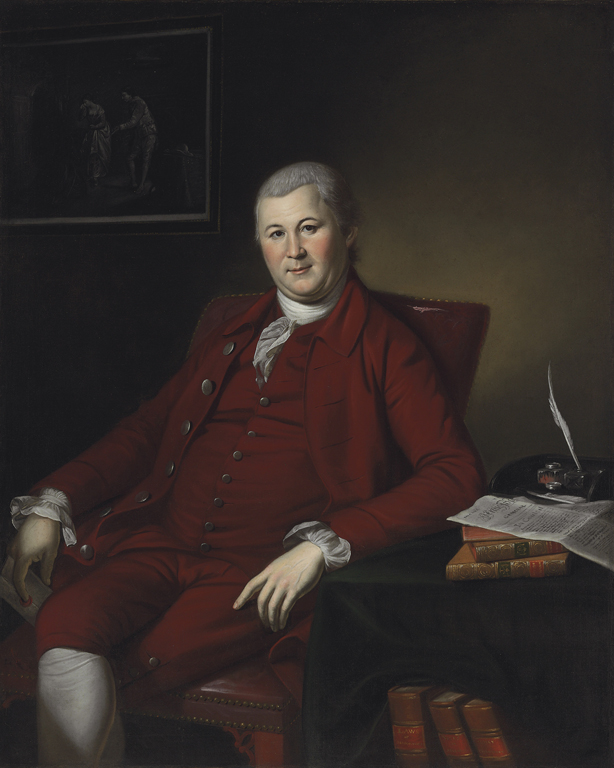
Portrait de John Bayard, colonel dans l'Armée continentale puis délégué de la Pennsylvanie au Congrès, il était d'origine huguenote et hollandaise.

- Portrait de John Bayard, colonel dans l'Armée continentale puis délégué de la Pennsylvanie au Congrès, il était d'origine huguenote et hollandaise.Le rôle joué par les Néerlandais lors de la révolution américaine : familles Schuyler, Van Cortland, Livingston, Gansevoort, van Rensselaer … les Provinces-Unies comptèrent parmi les premiers alliés des patriotes américains ;
- après les îles britanniques, c'est la principale origine des présidents américains : quatre et même six si l'on inclut les Bush dont les origines néerlandaises sont partielles (famille Schuyler (en)) ;

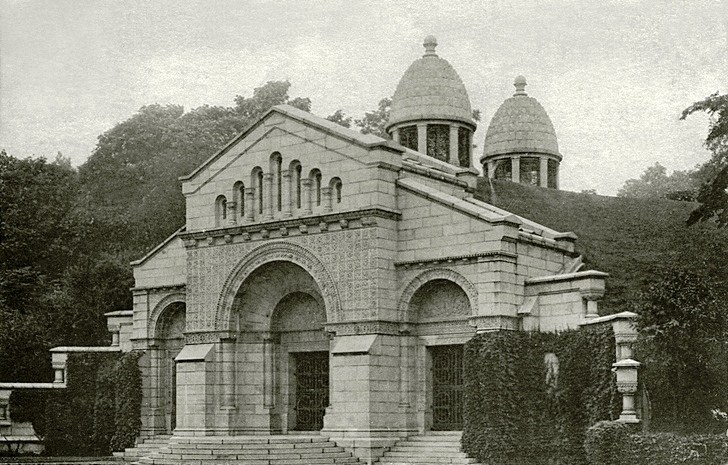
Le mausolée Vanderbilt à New Dorp (« nouveau village »), Staten Island, New-York

- Le mausolée Vanderbilt à New Dorp (« nouveau village »), Staten Island, New-Yorkdes industriels et/ou inventeurs, parfois à l'origine de grandes compagnies : Thomas Edison (General Electric), Samuel Colt (famille de Wolf de Rhode Island, Colt's Manufacturing Company), Samuel P. Colt (famille de Wolf, Uniroyal), Walter Chrysler (Chrysler), Cornelius et William Henry Vanderbilt (Famille Vanderbilt, compagnies de chemins de fer), Leo Baekeland (d'origine flamande, inventeur de la bakélite), Lee De Forest (lampe triode et son sur film), Samuel Goudsmit (spin de l'électron, chef scientifique de l'opération Alsos liée au Projet Manhattan).

### Littérature et cinéma
- La Légende de Sleepy Hollow de Washington Irving adapté au cinéma de nombreuses fois.
- Knickerbocker's History of New York et Rip van Winkle du même auteur ; Rip van Winkle est devenu un personnage de légende du folklore américain.

### Écrivains
- Walt Whitman
- Jan de Hartog
- Erik Hazelhoff Roelfzema
- A. E. van Vogt